# Tomasz Merta

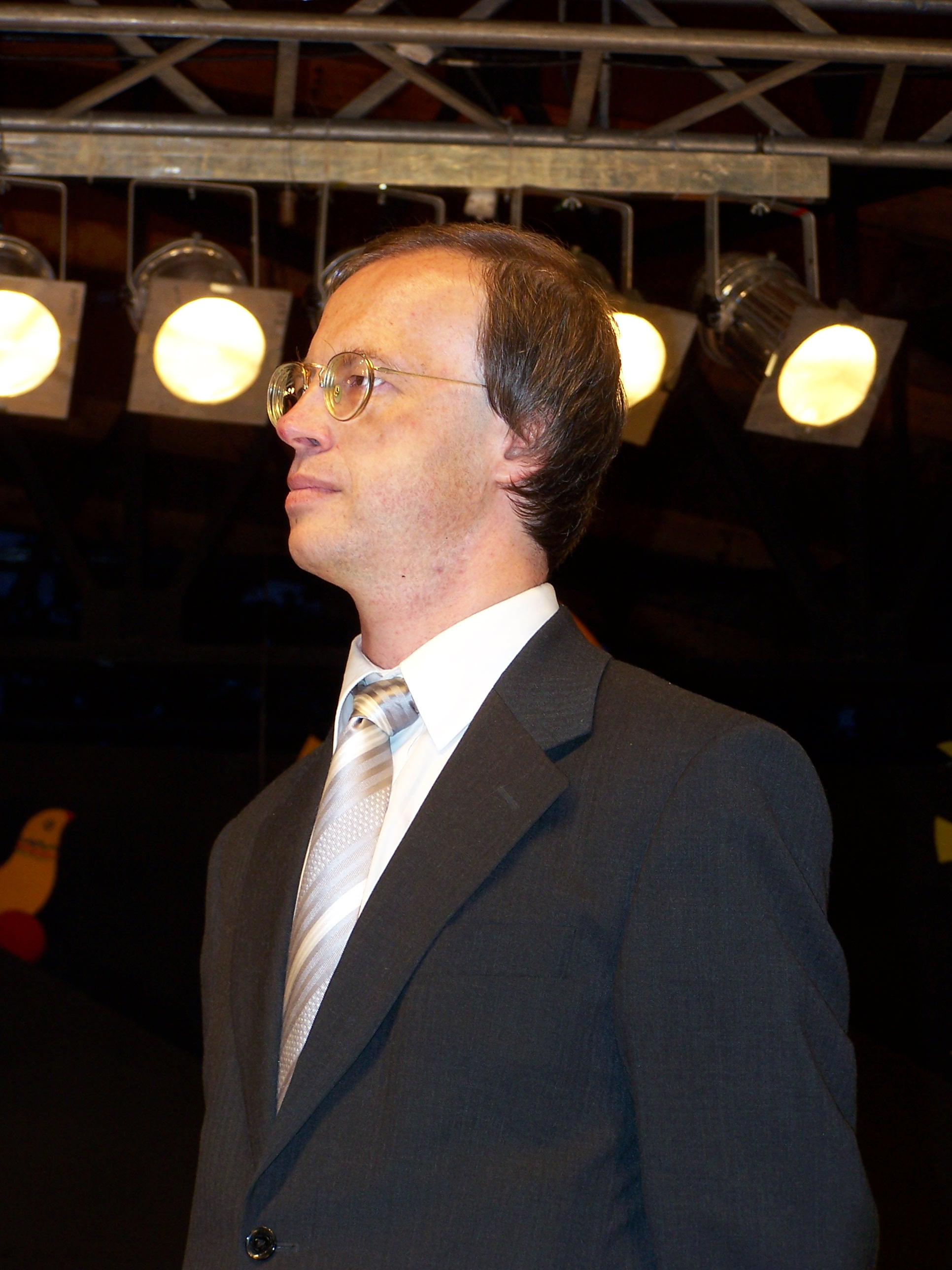
Tomasz Merta (2006)

Tomasz Adam Merta (* 7. November 1965 in Legnica; † 10. April 2010 in Smolensk, Russland) war polnischer Staatsbeamter, Historiker, Publizist, in den Jahren 2005 bis 2010 Vizeminister im Ministerium für Kultur und nationales Erbe sowie Landesdenkmalpfleger (Generalny Konserwator Zabytków).

## Leben
Merta beendete das Studium an der Fakultät für Polonistik der Universität Warschau, danach Aufbaustudium an der Schule für Sozialwissenschaften beim Institut für Philologie und Soziologie an der polnischen Wissenschaftsakademie (Polska Akademia Nauk) sowie Dissertation an der Fakultät für angewandte Sozialwissenschaften der Universität Warschau.
In den Jahren 1996 bis 1998 arbeitete er als Assistent am Institut für angewandte Sozialwissenschaften der Universität Warschau. Von 1996 bis 1999 bildete er ein Redaktionsteam für die Zeitschrift Res Publica Nowa. In den Jahren 1996 bis 2000 war er polnischer Korrespondent für die East European Constitutional Review, anschließend hatte er bis 2002 den Posten als Chefredakteur bei der Vierteljahresschrift Kwartalnik Konserwatywny inne.
In den Jahren 2000 bis 2001 war er Berater von Kazimierz Michał Ujazdowski im Ministerium für Kultur und nationales Erbe. Von 2001 bis 2002 war er Direktor am Institut für nationales Erbe.
Er gehörte im Kulturbereich zu den Mitautoren des Parteiprogramms von Recht und Gerechtigkeit (Prawo i Sprawiedliwość). Er hatte einen Sitz im Rat der 4. polnischen Republik (IV Rzeczpospolita) sowie im Programmrat vom Museum des Warschauer Aufstandes. 2005 gehörte er zum Honorarkomitee zur Unterstützung von Lech Kaczyński bei den Präsidentschaftswahlen 2005 in Polen.
Er war verbunden mit dem Krakauer Zentrum für politische Ideen (Ośrodek Myśli Politycznej), das zum Klub der Freunde und Sponsoren (Klub Przyjaciół i Sponsorów OMP) gehört. Er war Mitautor und mitarbeitender Redakteur des publizistischen Buches Zum Schutz des gesunden Menschenverstandes (W obronie zdrowego rozsądku) aus dem Jahr 2000 sowie des Buches Erinnerung und Verantwortung (Pamięć i odpowiedzialność) aus dem Jahr 2005. Er veröffentlichte ebenso unter anderem in der Monatsschrift Znak, in der Tageszeitung Życie, in der Zeitschrift Rzeczpospolita, in den Zeitungen Gazeta Wyborcza, Przegląd Polityczny, in den Monatsschriften Więź, Newsweek Polska und im Wochenblatt Ozon. Er war inhaltlicher Berater im Bildungszentrum für Staatsbürger (Centrum Edukacji Obywatelskiej), Mitautor des Lehrplans und Lehrbuches über Wissen über die Gesellschaft, Geschichte und Unternehmensgeist (Wiedza o społeczeństwie, historii i przedsiębiorczości) sowie methodischer Ratgeber für Lehrer.
Am 4. November 2005 wurde er zum Vizeminister im Ministerium für Kultur und nationales Erbe sowie zum Landesdenkmalpfleger (Generalny konserwator zabytków) berufen.
Am 10. April 2010 gehörte Merta zu einer polnischen Delegation um Staatspräsident Lech Kaczyński, die anlässlich des siebzigsten Jahrestages des Massakers von Katyn zur Gedenkstätte nach Russland reisen sollte. Bei einem Flugunfall der Delegation nahe dem Militärflugplatz Smolensk-Nord kam er jedoch gemeinsam mit weiteren hochrangigen Repräsentanten Polens ums Leben.
Postum wurde Merta am 16. April 2010 das Komturkreuz mit Stern des Ordens Polonia Restituta (Krzyż Komandorski z Gwiazdą Orderu Odrodzenia Polski) verliehen.

## = Weblinks
=
- Nota biograficzna na stronie MKiDN. Biografisch Daten des Ministeriums MKiDN (polnisch)